# Diplovertebron
Diplovertebron es un género extinto de Antracosaurios que vivieron durante el periodo Carbonífero Tardío (Moscoviano hace unos 300 millones de años). 

## Descripción
Diplovertebron era un animal de mediano tamaño, con 60 cm de longitud. Su cráneo tenía una forma triangular, similar a escala menor, que el de los cocodrilos modernos. Las hendiduras auditivas en el dorso del cráneo, las cuales estaban presentes en los anfibios primitivos, eran muy pequeñas en Diplovertebron, pero la estructura de las vértebras era muy primitiva y la notocorda persistía hasta la etapa adulta. Los miembros eran robustos, pero de estructura ligera y tenían cinco dígitos. Los huesos del carpo y el tarso eran cartilaginosos y no estaban osificados. Los miembros eran utilizados principalmente dentro del agua, donde la presión hidrostática reducía el peso del cuerpo.

## Hábitat y ubicación
La especie Diplovertebron punctatum habitaba las marismas del Carbonífero en Europa (actual República Checa), donde capturaba peces y anfibios pequeños. Otra especie estrechamente relacionada, vivió en la época Pensilvánico en Norteamérica. Diplovertebron es un eslabón importante en la evolución, debido a que su estructura corporal es similar a la de los reptiles.